# Yangchang He
Yangchang He (kinesiska: 羊肠河) är ett vattendrag i Kina. Det ligger i provinsen Liaoning, i den nordöstra delen av landet, omkring 120 kilometer sydväst om provinshuvudstaden Shenyang.
Genomsnittlig årsnederbörd är 796 millimeter. Den regnigaste månaden är juli, med i genomsnitt 188 mm nederbörd, och den torraste är januari, med 9 mm nederbörd.